# Kitadzsima Hideaki
Kitadzsima Hideaki (Csiba, 1978. május 23. –) japán válogatott labdarúgó.
A japán válogatott tagjaként részt vett a 2000-es Ázsia-kupán.

## Statisztika
| Japán válogatott | Japán válogatott | Japán válogatott |
| Időszak          | Mérk.            | gól              |
| ---------------- | ---------------- | ---------------- |
| 2000             | 3                | 1                |
| Összesen         | 3                | 1                |